# Jake Burton Carpenter
Jake Burton Carpenter (* 29. April 1954 in New York City; † 20. November 2019 in Burlington, Vermont) war ein US-amerikanischer Snowboarder und Gründer von Burton Snowboards. Er gilt als Miterfinder des Snowboards.

## Leben
Burton wuchs in Cedarhurst in New York auf. Er besuchte die High School „Brooks School“ in North Andover, Massachusetts, und wechselte anschließend zur Marvelwood School in Cornwall, Connecticut. Danach begann Burton ein Wirtschaftsstudium an der University of Colorado in Boulder. Carpenter war passionierter Skifahrer und hoffte auf eine Karriere im Skiteam der Universität. Aufgrund mehrerer Unfälle musste er das Studium abbrechen. Später holte Jake Burton seinen Collegeabschluss an der New York University nach. Aufgrund seiner Leidenschaft für den Skisport entwickelte er den Snurfer weiter, den Vorgänger des heutigen Snowboards. 1977 gründete Burton das Unternehmen Burton Snowboards. Nach anfänglichen Absatzschwierigkeiten entwickelte das Unternehmen sich zum Weltmarktführer für Produkte rund um das Snowboarden. Neben Sherman Poppen, Dimitrije Milovich und Tom Sims gilt Carpenter heute als einer der Väter des modernen Snowboards.
Burton war verheiratet und hatte drei Söhne. Er starb am 20. November 2019 an den Komplikationen einer Krebserkrankung.